# قائمة قاذفات القنابل
قائمة قاذفات القنابل مرتبة بالسنوات، الدول، نوع قاذفة القنابل:

## 1914-1918
- ألمانيا
  - إيه إي جي- جي.Ι
  - إيه إي جي- جي.ΙΙ
  - إيه إي جي- جي.ΙΙΙ
  - إيه إي جي- جي.ΙV
  - إيه إي جي- جي.V
  - إيه إي جي- إن.Ι
  - إيه إي جي- آر.Ι
  - ألباتروس- سي.ΙΙΙ
  - فريدريشسهافن- إف إف.41
  - فريدريشسهافن- جي.ΙΙ
  - فريدريشسهافن- جي.ΙΙΙ
  - فريدريشسهافن- جي.ΙV
  - جوته- جي
  - رامبلر- تاوب
  - زيبيلين-ستاكين - آر.VΙ
- إيطاليا
  - كابروني- كا.1
  - كابروني- كا.2
  - كابروني- كا.3
  - كابروني- كا.4
  - كابروني- كا.5
- روسيا
  - سيكورسكي- لليا موروميتس
- فرنسا
  - بريچيت- بري.4
  - بريچيت- بري.5
  - بريچيت- 6
  - بريچيت- 14
  - بريچيت- 16
  - كودرون- جي.4
  - فارمان- إف.40
  - فارمان- إف.50
- المملكة المتحدة
  - إيركو- دي إتش.3
  - إيركو- دي إتش.4
  - إيركو- دي إتش.9
  - إيركو- دي إتش.9 إيه
  - إيركو- دي إتش.10
  - أرمسترونج وايتوورث- إف.كيه.8
  - بلاكبيرن- كانجرو
  - فليكستو- إف.2
  - فليكستو- إف.3
  - فليكستو- إف.5
  - هاندلي بايچ- نوع أو
  - هاندلي بايچ- في/2100
  - المصنع الملكي للطائرات- إف.إي.2
  - المصنع الملكي للطائرات- آر.إي.5
  - المصنع الملكي للطائرات- آر.إي.7
  - المصنع الملكي للطائرات- آر.إي.8
  - شورت- بومبر
  - شورت- نوع 184
  - سوبويث- الوقواق
  - فيكرز- فيمي
- الولايات المتحدة
  - كيرتيس - طراز إتش

## 1919-1935
- الاتحاد السوفيتي
  - بوليكاربوف- آر.5
  - توبوليف- تي بي.1
- ألمانيا
  - دورنير- دو.5
  - دورنير- دو.11
  - دورنير- دو.23
  - فوكر-فولف- فف.42
  - يانكرز- يو.52
- إيطاليا
  - بريدا- با.64
  - كابروني- إيه.بي.1
  - كابروني- كا.101
  - فيات- بي آر
- تشيكوسلوفاكيا
  - أيرو- إيه.12
  - أيرو- إيه.11
  - أيرو- إيه.42
  - أيرو- إيه.101
- فرنسا
  - إيه إن إف لي مورو- 110
  - بلوخ- إم بي.200
  - بوتيز- 540
- المملكة المتحدة
  - أرمسترونج وايتوورث- أطلس
  - بلاكبيرن- بافن
  - بلاكبيرن- النبلة
  - بلاكبيرن- ايريس
  - بلاكبيرن- ريبون
  - بلاكبيرن- القرش
  - بلاكبيرن- الكركر
  - بولتون باول- سايدستراند
  - بولتون باول- أووفرستراند
  - فايري- III
  - فايري- الظبي
  - فايري- الثعلب
  - فايري- جوردون
  - فايري- هندن
  - هاندلي بايچ- Hinaidi
  - هاندلي بايچ- حيدرأباد
  - هاندلي بايچ- هايفورد
  - هاوكر- هارت
  - هاوكر- هند
  - هاوكر- هورسلي
  - سارو- لندن
  - شورت- سنغافورة
  - سوبرمارين- ساوثمبتون
  - فيكرز- فيلبييست
  - فيكرز- فيرجينيا
  - فيكرز- الموز
- هولندا
  - فوكر - تي.IV
- الولايات المتحدة
- اليابان
  - ايشي- دي1إيه
  - ميتسوبيشي- بي2إم
  - ميتسوبيشي- كي-2

## 1936-1945
- الاتحاد السوفيني
- أستراليا
  - شركة طائرات الكومنولث (كاك)- وميرا/ سي إيه.11
- ألمانيا
- إيطاليا
- بولندا
- السويد
  - ساب- 17
  - ساب- 18
- فرنسا
- المملكة المتحدة
- هولندا
  - فوكر- تي.V
  - فوكر- تي.VIII
- الولايات المتحدة
- اليابان
  - ميتسوبيشي جي 3 إم

## 1946-الآن
- الاتحاد السوفيتي/روسيا
- ألمانيا
- إيطاليا
- الصين
- فرنسا
- كندا
- المملكة المتحدة
- هولندا
- الولايات المتحدة

## أنواع القاذفات
- قاذفات خفيفة
- قاذفات متوسطة
- قاذفات ثقيلة
- طائرة دورية
- قاذفات الانقضاض
- قاذفات السفن / قاذفات الطوربيد
- قاذفة إستراتيجية

## قوائم مرتبطة
- قائمة الطائرات